# 叙府大曲
叙府大曲是宜宾出产的一系列白酒，源于1979年成立的“宜宾市畜牧酒厂”，两年后改称“国营宜宾市曲酒厂”，并注册“叙府”商标，后数度易名。叙府大曲以高粱、小麦、大米、玉米、糯米为原料，用混蒸续糟、固态双轮底发酵、长期贮存等工艺酿制而成。2018年酒厂被川酒集团并购。